# ال گوردو
ال گوردو (به اسپانیایی: El Gordo) یک منطقهٔ مسکونی در اسپانیا است که در استان کاسرس واقع شده‌است. ال گوردو ۷۸٫۷۲ کیلومتر مربع مساحت دارد ۳۲۱ متر بالاتر از سطح دریا واقع شده‌است.